# L'orchestra di Sandy Bottom
L'orchestra di Sandy Bottom (The Sandy Bottom Orchestra) è un film per la televisione del 2000 diretto da Bradley Wigor.

## Trama
Norman Green ha un sogno per l'annuale concerto della fattoria di Sandy Bottom, cittadina del Wisconsin: non solo vuole portare un'orchestra classica, ma spera anche di poterla dirigere. Per farlo, deve convincere la sua famiglia e gli abitanti di Sandy Bottom ad aiutarlo a far avverare il suo sogno prima del concerto.

## Messe in onda internazionali
- Uscita negli  USA: 27 agosto 2000
- Uscita in  Ungheria: 6 gennaio 2006